# Литературный музей (Красноярск)
Литературный музей имени В. П. Астафьева — музей, расположенный в городе Красноярске по адресу: ул. Ленина, 66.

## Здание музея
Музей располагается в особняке XIX века в стиле деревянный модерн с готическими мотивами. Дом принадлежал купчихе Фриде Цукерман. В 1913 году дом был реконструирован губернским архитектором В. А. Соколовским. Дом был одним из лучших в городе, в 1894 году здесь жил губернатор Енисейской губернии Л. К. Теляковский.
После революции семья Цукерман эмигрировала, здание было национализировано. В здании расположилась одна из первых в Красноярске коммун, затем общежитие лётчиков, а потом дом стал обычным жилым домом.
В настоящее время здание является архитектурным памятником федерального значения.

## История музея
Идея создания литературного музея возникла в 1946 году после открытия в Красноярске отделения Союза писателей. Состоялась научная конференция, создана концепция музея. Автором концепции был учёный-филолог и писатель А. Я. Гуревич. По инициативе председателя Союза писателей Н. С. Устиновича начали собирать экспонаты в 1956 году.
Музей создан по инициативе В. П. Астафьева. Открылся 6 июня 1997 года после реставрации здания, которая продолжалась 10 лет.
Музей посвящён исключительно сибирским писателям и литературе о Сибири. В собрании музея уникальные изобразительные, письменные источники, документы, фотографии, плакаты, афиши, автографы писателей и поэтов XIX—XX века, редкие книги и журналы XIX—XX вв.

## Библиотека музея
В библиотеке хранятся книги и архивы сибирских писателей: В. П. Астафьева, С. В. Сартакова, И. Д. Рождественского, Н. С. Устиновича, Э. А. Ахадова, Н. И. Мамина, П. П. Петрова, М. И. Ошарова, И. И. Пантелеева, М. С. Перевозчикова, З. Я. Яхнина, А. Т. Черкасова, А. И. Чмыхало и других.

## Конференции
Музей ежегодно проводит научно-практическую конференцию для учащихся общеобразовательных школ «Сибирь суровая и нежная».

## Галерея
- Фрагмент экспозиции с портретом А. П. Степанова.
- Центральная лестница музея
- Газета «Енисейские губернские ведомости»
- Вещи Лыковых